# اناگیا
اناگیا (به لاتین: Anageia) یک منطقهٔ مسکونی در قبرس است که در ناحیه نیکوزیا واقع شده‌است.

## خصوصیات
اناگیا ۱٬۱۱۴ نفر جمعیت دارد.